# Thysanomitrion leioneuron
Thysanomitrion leioneuron är en bladmossart som beskrevs av Thériot och Potier de la Varde 1922. Thysanomitrion leioneuron ingår i släktet Thysanomitrion och familjen Dicranaceae. Inga underarter finns listade i Catalogue of Life.